# TV Delta
TV Delta é uma emissora de televisão brasileira sediada em Parnaíba, cidade do estado do Piauí. Opera no canal 2 (26 UHF digital), e é afiliada à TV Brasil. A emissora pertence à Fundação Antares, autarquia vinculada ao Governo do Estado do Piauí.

## História
A emissora foi fundada em junho de 1992, como TV Educativa de Parnaíba, pelo canal 2 VHF, e assim como sua co-irmã de Teresina, transmitia a programação da TV Cultura. Em 1999, Parnaíba ficou sem sua emissora própria de televisão, que foi reativada em 2000, sendo renomeada para TV Delta. Problemas administrativos tiraram a emissora do ar mais de uma vez nesta década até a sua reinauguração, em 19 de junho de 2006.
Em 9 de janeiro de 2019, a TV Delta saiu do ar em razão do desligamento do sinal analógico em Parnaíba e municípios vizinhos. Após três anos fora do ar, a emissora ativou seu sinal digital em 28 de março de 2022, através do canal 26 UHF.